# Manoir d'Escarboville
Le manoir d'Escarboville est une demeure, du début du XVIe siècle, qui se dresse sur le territoire de la commune française de La Pernelle, dans le département de la Manche, en région Normandie.

## Localisation
Le manoir est situé, sur la gauche de la grande route qui va de Quettehou à Barfleur au hameau d'Escarboville, au sud de l'escarpement de la colline et à 1 km au sud-sud-est de l'église Sainte-Pétronille de La Pernelle, dans le département français de la Manche.

## Historique
En 1567, Jehan de Thilly, écuyer, sieur d'Escarbouville et d'Ouville, est taxé pour ses deux fiefs de 12 livres dans le rôle des nobles et roturiers, au titre du ban et de l'arrière ban de la vicomté de Coutances, réalisé par Gilles Dancel, seigneur d'Audouville, lieutenant général du bailli de Cotentin, tenu à Coutances les 20-22 octobre. Le fief d'Escarbouville qui valait un demi-fief de haubert était tenu du roi sous la vicomté de Valognes.

## Description
Construit au début du XVIe siècle,, le manoir, solide et sobre construction de style gothique flamboyant, est flanqué sur sa façade intérieure d'une grosse tour au toit en poivrière qui dépasse la toiture de forte pente de la hauteur d'un étage environ. On peut voir de ce côté une belle porte à fines colonnettes et à arc surbaissé, dont le sommet fortement en aigu du gable de gauche n'est pas engagé sous la toiture.
Le logis s'éclaire au rez-de-chaussée par deux grandes fenêtres à imposte et à linteau droit, et, à l'étage au-dessus de chacune d'elles, par des fenêtres de plus petites dimensions, et, la tour par des petites fenêtres carrées « d'éguet ».
La partie droite est percée d'une porte en plein cintre surmontée d'une fenêtre carrée à meneaux de dimension moyenne, taillés en biseau, et protégée par une grille épaisse à section carrée. Au dessus, fenêtre à l'étage et deux fenêtres superposées à l'extrême droite.
À l'intérieur, on peut voir une belle cheminée de pierre blanche de Valognes, formée de cinq colonnettes dont trois à boudins et deux à tresse. Son manteau richement sculpté représente, notamment, une chasse, ainsi que de petits personnages vêtus suivant le style François Ier. La légende qui court sur le devant n'a put être déchiffré. Deux autres cheminées anciennes méritent de s'y attarder.
Autour, de nombreux communs dont une charretterie à pieds droits, plusieurs portes en plein cintre à angles ébrasés. Un cellier avec un beau linteau droit cannelé que supportent, afin d'agrandir la largeur de la porte et permettre de faire passer des tonneaux de grande capacité, deux sortes de larges tailloirs qui reposent sur des jambages de maçonnerie.